# 平乐（甲）遗址
平乐（甲）遗址，位于中国青海省大通县清平乡平乐村，为第四批青海省文物保护单位，公布日期为1986年5月27日，类型为古遗址。
平乐（甲）遗址的历史年代为齐家文化、卡约文化、汉。